# Pierre-Simon de Laplace
Pierre-Simon, Marquês de Laplace (Beaumont-en-Auge, 23 de março de 1749 – Paris, 5 de março de 1827) foi um matemático, astrônomo e físico francês, que organizou a astronomia matemática, resumindo e ampliando o trabalho de seus predecessores nos cinco volumes do seu Mécanique Céleste (Mecânica celeste) (1799-1825). Esta obra-prima traduziu o estudo geométrico da mecânica clássica usada por Isaac Newton para um estudo baseado em cálculo, conhecido como mecânica física. Foi eleito membro da Royal Society em 1789.
Ele também formulou a equação de Laplace. A transformada de Laplace aparece em todos os ramos da física matemática — campo em cuja formação teve um papel principal. O operador diferencial de Laplace, do qual depende muito a matemática aplicada, também recebe seu nome.
Ele se tornou conde do Império em 1806 e foi nomeado marquês em 1817, depois da restauração dos Bourbons.

## Biografia

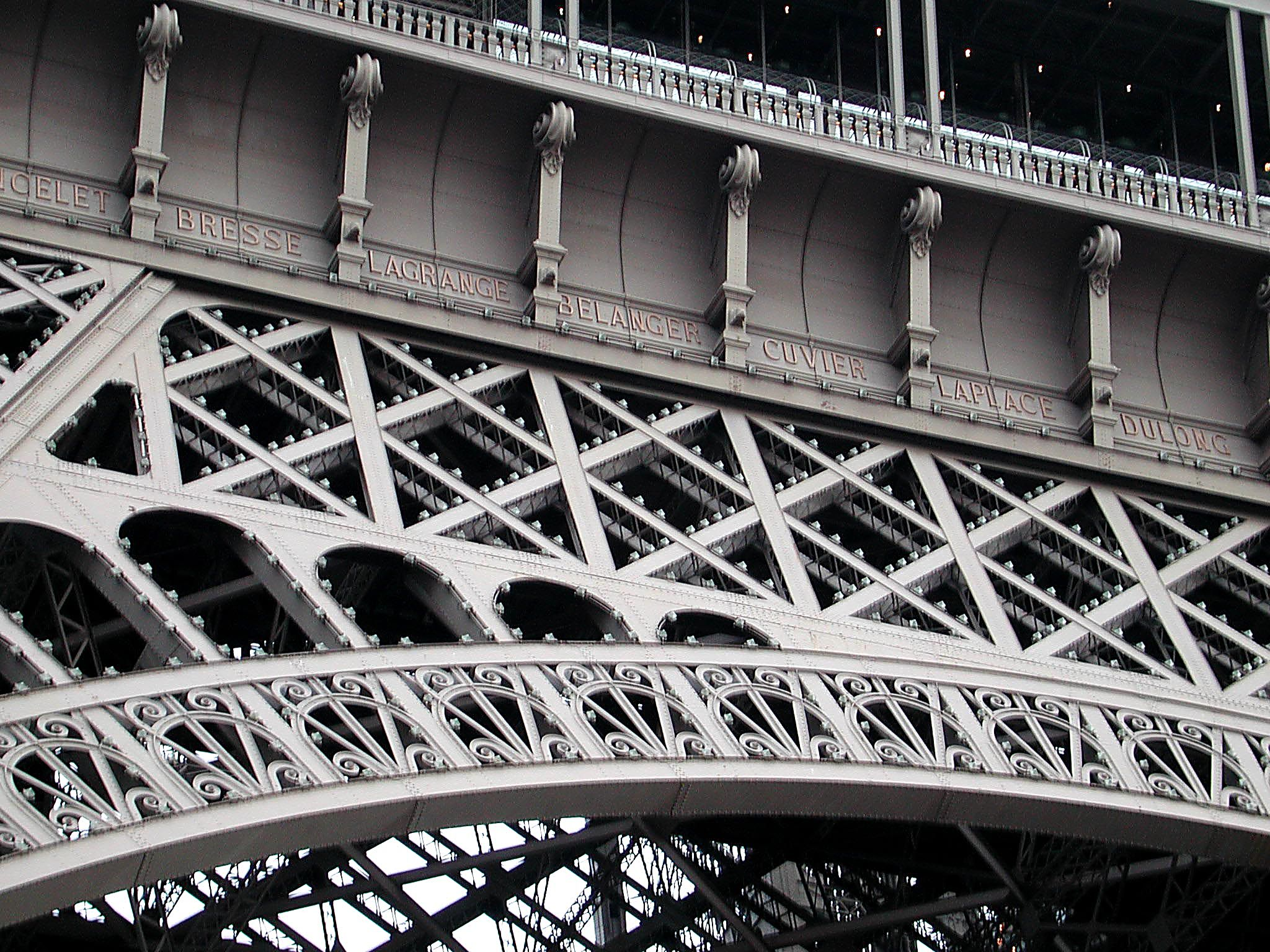
Laplace perpetuado como um dos 72 nomes na Torre Eiffel

Pierre Simon Laplace nasceu em 23 de março de 1749, em Beaumont-en-Auge, Normandia, filho de um pequeno trabalhador rural e deve sua educação ao interesse incitado em alguns vizinhos abastados graças às suas habilidades e presença atrativa. De pupilo, tornou-se professor-assistente na escola em Beaumont; mas, tendo obtido uma carta de apresentação, foi a Paris tentar sua sorte. Um artigo sobre os princípios da mecânica instigou o interesse de d'Alembert e, sob sua recomendação, foi oferecido um lugar na escola militar a Laplace.
Seguro das suas competências, Laplace dedicou-se, então, a pesquisas originais e, nos 17 anos seguintes, 1771–1788, produziu boa parte de seus trabalhos originais em astronomia. Tudo começou com uma tese, lida perante à Academia Francesa em 1773, em que mostrava que os movimentos planetários eram estáveis, levando a prova até o ponto dos cubos das excentricidades e das inclinações. Isso foi seguido por vários artigos sobre tópicos em cálculo integral, diferenças finitas, equações diferenciais e astronomia.
Laplace tinha um amplo conhecimento de todas as ciências e dominava todas as discussões na Académie. De forma única para um prodígio de seu nível, Laplace via os matemáticos apenas como uma ferramenta para ser utilizada na investigação de uma averiguação prática ou científica.
Laplace passou a maior parte de sua vida trabalhando na astronomia matemática que culminou em sua obra-prima sobre a prova da estabilidade dinâmica do sistema solar, com a suposição de que ele consistia de um conjunto de corpos rígidos movendo-se no vácuo. Ele formulou independentemente a hipótese nebular e foi um dos primeiros cientistas a postular a existência de buracos negros e a noção do colapso gravitacional.
É lembrado como um dos maiores cientistas de todos os tempos (as vezes chamado de Newton francês ou Newton da França) com uma fenomenal capacidade matemática natural sem par entre seus contemporâneos. Parece que Laplace não era modesto sobre suas habilidades e realizações e ele provavelmente não conseguia reconhecer o efeito de sua atitude sobre seus colegas. Anders Johan Lexell visitou a Académie des Sciences em Paris, em 1780-1781 e relatou que Laplace deixava claro que se considerava o melhor matemático da França. O efeito sobre seus colegas só seria relativamente abrandado pelo fato de que Laplace muito provavelmente estava correto.

## Teoria das probabilidades
Embora conduzisse pesquisas substanciais sobre física, outro tema principal dos esforços de sua vida foi a teoria das probabilidades. Em seu Essai philosophique sur les probabilités, Laplace projetou um sistema matemático de raciocínio indutivo baseado em probabilidades, que hoje coincidem com as ideias bayesianas. Uma fórmula bem conhecida surgida de seu sistema é a regra de sucessão. Supondo que um processo só tenha dois possíveis resultados, rotulados "sucesso" e "falha": sob a suposição de que pouco ou nada é conhecido a priori sobre as plausibilidades relativas dos resultados, Laplace derivou uma fórmula para a probabilidade de que o próximo processo seja um sucesso:
{\displaystyle \Pr({\mbox{próximo resultado é um sucesso}})={\frac {s+1}{n+2}}}
onde s é o número de sucessos anteriormente observados e n é o número total de processos observados. Ele ainda é usado como estimativa para a probabilidade de um evento se soubermos o espaço do evento, mas tivermos apenas um pequeno número de amostras.
A regra da sucessão tem sido objeto de muita crítica, parcialmente devido ao exemplo que Laplace escolheu para ilustrá-la. Ele calculou que a probabilidade de que o Sol nascerá amanhã, dado que ele nunca falhou em fazê-lo no passado, era:
{\displaystyle \Pr({\mbox{Sol nascerá amanhã}})={\frac {d+1}{d+2}}}
onde d é o número de vezes que o Sol nasceu no passado. Este resultado tem sido ridicularizado como absurdo e alguns autores concluíram que todas as aplicações da regra da sucessão eram absurdas por extensão. Porém, Laplace tinha total noção da absurdidade do resultado; imediatamente após o exemplo, ele escreveu, "Contudo, este número [isto é, a probabilidade de que o Sol nascerá amanhã] é bem maior para aquele que, vendo na totalidade dos fenômenos o princípio regulando os dias e as estações, percebe que nada no atual momento pode impedir o caminho dele.".

## Demônio de Laplace
Laplace acreditava fortemente no determinismo, o que é expresso na citação da introdução do Essai:
| “ | Nós podemos tomar o estado presente do universo como o efeito do seu passado e a causa do seu futuro. Um intelecto que, em dado momento, conhecesse todas as forças que dirigem a natureza e todas as posições de todos os itens dos quais a natureza é composta, se este intelecto também fosse vasto o suficiente para analisar essas informações, compreenderia numa única fórmula os movimentos dos maiores corpos do universo e os do menor átomo; para tal intelecto nada seria incerto e o futuro, assim como o passado, seria presente perante seus olhos | ” |

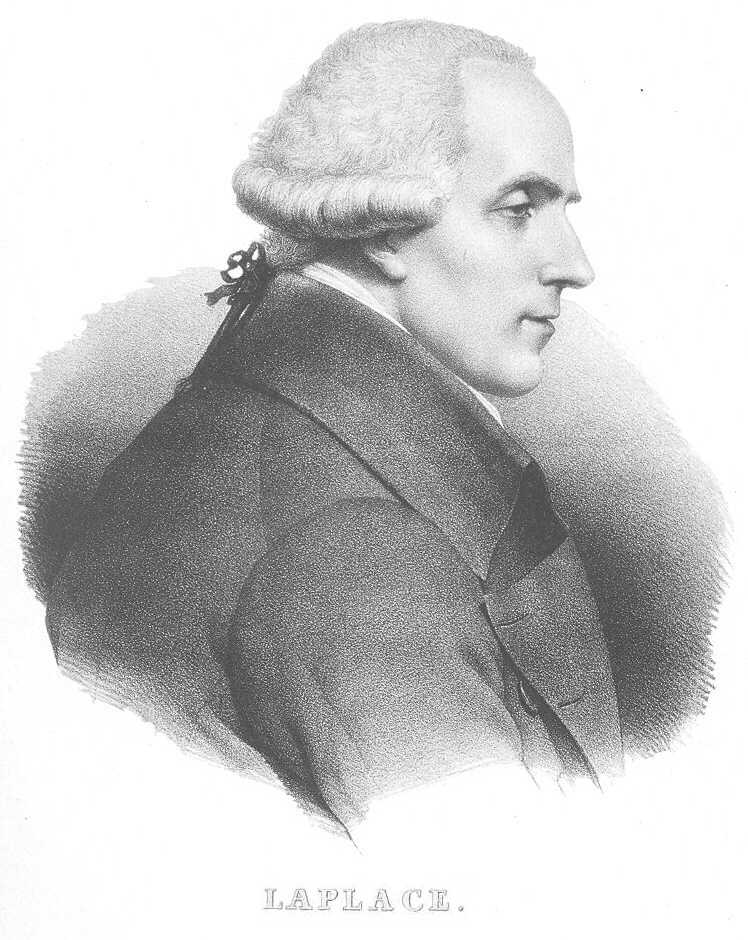
Laplace

Este intelecto frequentemente é chamado de demônio de Laplace (na mesma linha do demônio de Maxwell). Note-se que a descrição do intelecto hipotético descrito acima por Laplace como um demônio não veio de Laplace, mas de biógrafos posteriores: Laplace se via como um cientista que esperava que a humanidade progrediria para um melhor entendimento científico do mundo, o que, se e quando por fim concluído, ainda exigiria um tremendo poder de cálculo para computar tudo em um único instante. Enquanto Laplace via primeiramente problemas práticos para que a humanidade atingisse tal estado final de conhecimento e computação, interpretações da mecânica quântica posteriores, que foram adotadas por filósofos defendendo o livre-arbítrio, também deixam a possibilidade teórica de tal "intelecto" contestada. Uma implementação física do Demônio de Laplace foi chamada de Computador Laplaciano.
Recentemente foi proposto um limite do poder computacional do universo, isto é, a habilidade do demônio de Laplace de processar informação. O limite é baseado na máxima entropia do universo, na velocidade da luz e na quantidade mínima de tempo necessária para mover informações pelo comprimento de Planck — o número resulta em 2130 bits. De acordo com ele, qualquer coisa que exija mais do que esta quantidade de informações não pode ser computada na quantidade de tempo que já transcorreu no universo. (Uma real teoria de tudo pode, evidentemente, encontrar uma exceção para este limite).

## Harmônicos esféricos

Harmônicos esféricos.

Em 1783, em um artigo enviado à Académie, Adrien-Marie Legendre introduziu o que hoje é conhecido como funções associadas de Legendre.  Se dois pontos em um plano têm coordenadas polares (r , θ) e (r ', θ'), onde r ' ≥ r , então, por manipulação elementar, o recíproco da distância entre os pontos, d , pode ser escrito como:
{\displaystyle {\frac {1}{d}}={\frac {1}{r'}}\left[1-2\cos(\theta '-\theta ){\frac {r}{r'}}+\left({\frac {r}{r'}}\right)^{2}\right]^{-{\tfrac {1}{2}}}.}
Esta expressão pode ser expandida em potências de r/r' usando o teorema binomial generalizado de Newton para dar:
{\displaystyle {\frac {1}{d}}={\frac {1}{r'}}\sum _{k=0}^{\infty }P_{k}^{0}(\cos(\theta '-\theta ))\left({\frac {r}{r'}}\right)^{k}.}
A sequência de funções P0k (cos φ) é o conjunto das chamadas "funções de Legendre associadas" e sua utilidade decorre do fato de que cada função dos pontos em um círculo pode ser expandida como uma série deles.
Laplace, com pouca consideração pelo crédito a Legendre, fez a extensão não trivial do resultado a três dimensões para produzir um conjunto mais geral de funções, os harmônicos esféricos ou coeficientes de Laplace. O último termo não é de uso comum agora. :p. 340ff

## Desigualdades planetárias
Esta memória foi seguida por outra sobre desigualdades planetárias, que foi apresentada em três se(c)ções em 1784, 1785 e 1786. Ela lidava principalmente com a explicação da "grande desigualdade" de Júpiter e Saturno. Laplace mostrou por considerações gerais que a ação mútua dos dois planetas jamais poderia afetar de forma significativa as excentricidades e inclinações de suas órbitas; e que as peculiaridades do sistema Joviano eram devidas à semelhança próxima da comensurabilidade dos movimentos médios de Júpiter e Saturno. Mais desenvolvimentos desses teoremas sobre movimentos planetários foram dados em suas duas memórias de 1788 e 1789. Foi sobre essas informações que Delambre computou suas tabelas astronômicas.
O ano de 1787 tornar-se-ia extraordinário pela explicação e análise de Laplace sobre a relação entre a aceleração lunar e as mudanças seculares na excentricidade da órbita da Terra: esta investigação completou a prova da estabilidade de todo o Sistema Solar na suposição de que este consiste de um conjunto de corpos rígidos movendo-se no vácuo. Todas as memórias acima referidas foram apresentadas à Academia Francesa e estão impressas no Mémoires présentés par divers savants.

## Mecânica celeste

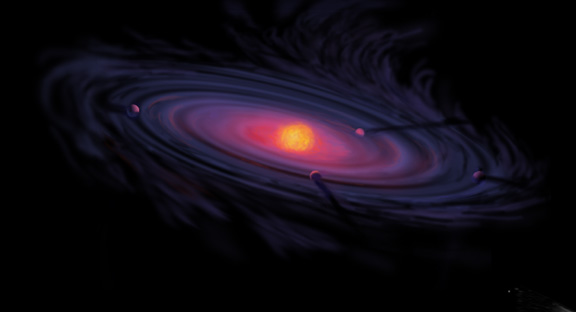
Representação artística da hipótese nebular de Laplace

Laplace determinou como objetivo próprio escrever uma obra que deveria "oferecer uma solução completa para o grande problema mecânico apresentado pelo Sistema Solar e fazer com que a teoria coincida tanto com a observação que equações empíricas não mais encontrem lugar em tabelas astronômicas". O resultado está personificado no Exposition du système du monde e no Méchanique céleste.
O primeiro foi publicado em 1796 e dá uma explicação geral sobre os fenômenos, mas omite todos os detalhes. Ele contém um sumário da história da astronomia; este sumário concedeu ao seu autor a honra da admissão aos quarenta anos de idade na Academia Francesa. Ele é geralmente considerado como uma das obras-primas da literatura francesa, embora não seja como um todo confiável para os períodos posteriores no que trata.
A hipótese nebular foi ali enunciada. De acordo com esta hipótese, o sistema solar evolui a partir de uma massa globular de gás incandescente revolvendo em torno de um eixo de rotação atravessando o seu centro de massa. À medida que esfriava, esta massa se contraiu e anéis sucessivos saíram de sua borda exterior. Esses anéis, por sua vez, esfriaram-se e finalmente, condensaram-se para formar os planetas, enquanto o Sol representa o núcleo central do que ainda restara. Com esta visão, seria esperado que os planetas mais distantes fossem mais antigos do que os mais próximos ao Sol. O assunto é de grande dificuldade e, embora pareça certo que o Sistema Solar tenha uma origem comum, existem várias características que parecem quase inexplicáveis através da hipótese nebular enunciada por Laplace.
Provavelmente, a melhor opinião moderna tende à visão de que condensação nebular, condensação meteórica, fricção de fluxo e possivelmente outras causas ainda não reveladas tenham tido um papel na evolução do sistema.
A ideia da hipótese nebular já tinha sido esboçada por Kant, em 1755, e ele também sugeriu agregações meteóricas e fricção de fluxo como causas afetando a formação do sistema solar; é provável que Laplace não soubesse disso.
De acordo com a regra publicada por Titius de Wittemberg, em 1766 — mas geralmente conhecida como Lei de Bode, do fato de que atenção foi chamada a ela por Johann Elert Bode, em 1778 — as distâncias dos planetas para o Sol estavam muito próximas à proporção dos números 0 + 4, 3 + 4, 6 + 4, 12 + 4, etc., o enésimo termo sendo ((n − 1) · 3) + 4.
A discussão analítica de Laplace sobre o Sistema Solar é dada em seu Méchanique céleste, publicado em cinco volumes. Os primeiros dois volumes, publicados em 1799, contêm métodos para calcular os movimentos dos planetas, determinando suas posições e resolvendo problemas de curso. Os terceiro e quarto volumes, publicados em 1802 e 1805, contêm aplicações desses métodos e várias tabelas astronômicas. O quinto volume, publicado em 1825, é basicamente histórico, mas oferece como apêndices os resultados das pesquisas mais recentes de Laplace. As próprias investigações de Laplace incorporadas nele são muito numerosas e valiosas, tendo muitos resultados sido apropriados de escritores com pouco ou nenhum reconhecimento, e as conclusões — que foram descritas como o resultado organizado de um século de paciente labuta — são frequentemente mencionadas como se devessem apenas a Laplace.
Jean-Baptiste Biot, que ajudou Laplace a revisá-lo para a impressão, disse que o próprio Laplace frequentemente não conseguia se lembrar dos detalhes na cadeia de raciocínio e, se acreditasse que as conclusões estavam corretas, ficava contente em inserir a frase constantemente recorrente, "Il est aisé à voir.". O Méchanique Céleste não é apenas a tradução do Principia para a linguagem do cálculo diferencial, mas completa uma parte que Newton não pode trabalhar em detalhes. A obra recente de Félix Tisserand pode ser vista como a apresentação moderna da astronomia dinâmica na visão clássica, mas o tratado de Laplace sempre permanecerá um modelo exemplar.

## Ciência como predição
Laplace foi ao estado para implorar para Napoleão aceitar uma cópia de seu trabalho, que havia escutado que o livro não continha menção a Deus; Napoleão, que era fã de propor perguntas desconcertantes, recebeu-o com o comentário, "M. Laplace, disseram-me que você escreveu este grande livro sobre o sistema do universo e jamais sequer mencionou seu Criador." Laplace, que, embora o mais obsequioso dos políticos, era inflexível como um mártir sobre cada aspecto de sua filosofia, levantou-se e respondeu rispidamente, "Je n'avais pas besoin de cette hypothèse-là". (Eu não precisei fazer tal suposição). Napoleão, que apreciou a resposta, contou-a a Lagrange, que exclamou, "Ah! c'est une belle hypothèse; ça explique beaucoup de choses" (Ah! essa é uma bela suposição; ela explica muitas coisas), ao que Laplace então declarou: "Cette hypothèse, Sire, explique en effet tout, mais ne permet de prédire rien. En tant que savant, je me dois de vous fournir des travaux permettant des prédictions" ("Esta hipótese, Majestade, realmente explica tudo, mas não permite predizer nada. Como um estudioso, eu devo fornecer-lhe trabalhos que permitam predições." — citado por Ian Stewart e Jack Cohen). Laplace, então, definiu a ciência como uma ferramenta de predição.

## Lei de Laplace aplicada à Medicina
Os estudos de Laplace também auxiliaram no estudo da Medicina, especialmente no entendimento da tensão superficial do sistema cardíaco e respiratório. Os estudos de tensão superficial revelaram a seguinte equação:
{\displaystyle P=2T/R}

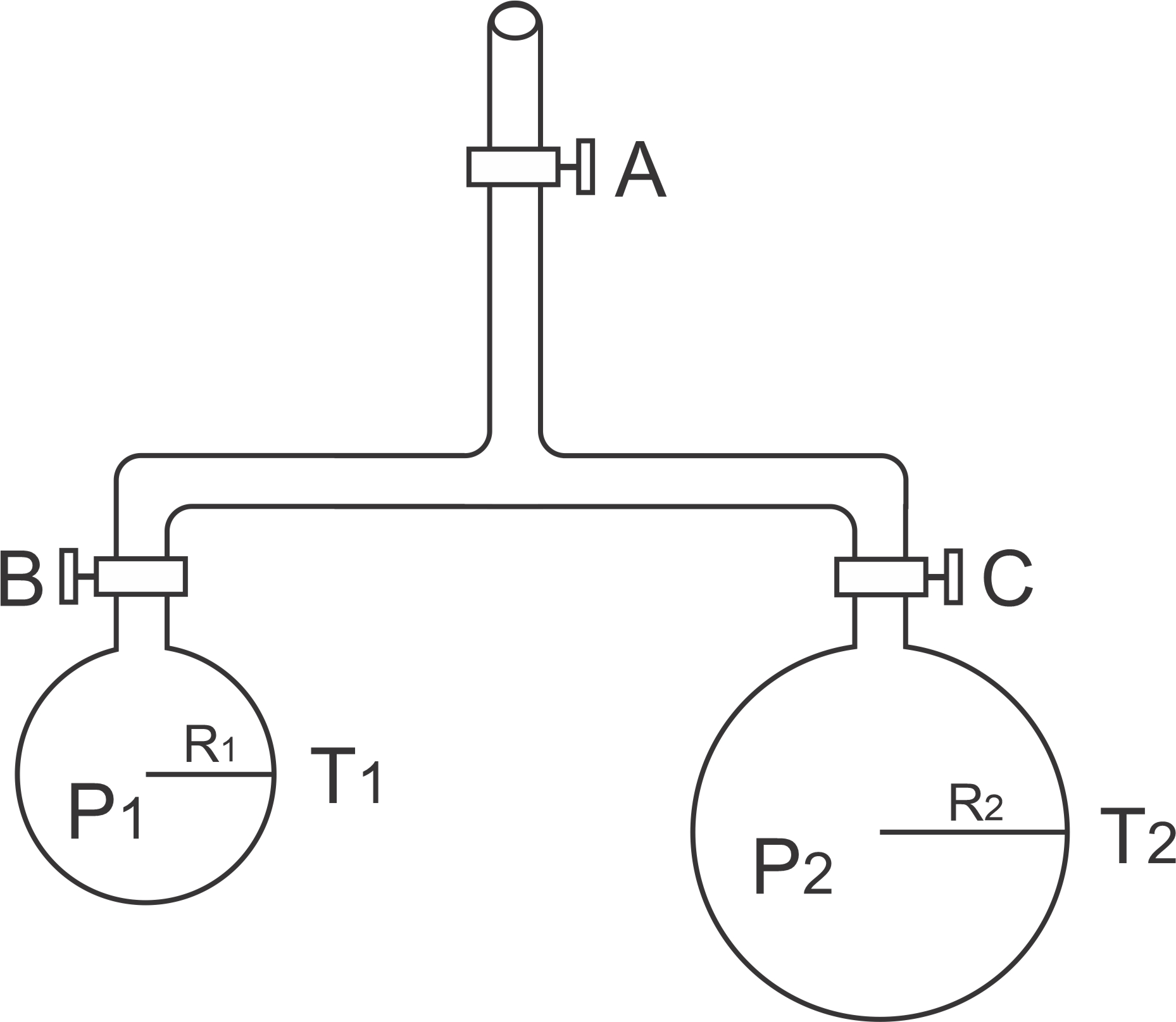
Mecanismo ilustrativo do funcionamento dos alvéolos

onde P representa a pressão exercida por uma esfera, que no corpo humano pode ser utilizada para representar a pressão no coração e nos alvéolos pulmonares, T é a tensão superficial nas paredes internas e R o raio do objeto em estudo. A análise dimensional da equação acima para [T] nos permite concluir que sua unidade é dada em N/m.
Essa equação é utilizada para prever que num coração dilatado, por exemplo, o esforço realizado pelo músculo cardíaco é maior que em um coração normal. Isso porque se um coração dilata, seu raio R aumenta e, para manter os mesmos níveis de pressão sanguínea, a tensão T que é exercida nas paredes do coração deve ser proporcionalmente maior. Além disso, pelo fato do coração possuir quatro válvulas, pode-se afirmar que o trabalho realizado por um coração dilatado chega a ser cerca de quatro vezes maior que num coração normal.
No sistema respiratório, a lei de Laplace pode ser utilizada para entender o colabamento dos alvéolos pulmonares, no fenômeno da Ventilação Pulmonar. Basicamente, os alvéolos podem ser interpretados como esferas e, portanto, submetidos à análise a partir da equação descrita anteriormente.
Dois alvéolos podem ser observados como duas esferas intercomunicantes preenchidas com gás. Se houverem obstruções nas vias aéreas superiores do paciente (no esquema, representado pelo fechamento da válvula A), alguns alvéolos podem aumentar de tamanho. Assim, aumentando-se o raio do alvéolo 2, a pressão de ar exercida por ele fica menor que a do alvéolo adjacente. Como um fluido sempre se movimenta da zona de maior para de menor pressão, o que o corre é o deslocamento de gás do alvéolo 1 (menor e saudável) para o alvéolo maior, menos eficiente no processo da hematose. A esse processo se dá o nome de colabamento.
Vemos que isso ocorre pois:
- {\displaystyle P1=2T1/R1}
- {\displaystyle P2=2T2/R2}

se R2>R1, podemos inferir que P1>P2. Assim, se explica o movimento de gás do alvéolo 1 para o 2. Vale ainda lembrar que essa condição pode implicar o agravamento de doenças pulmonares, como o enfisema pulmonar.

## Buraco negro

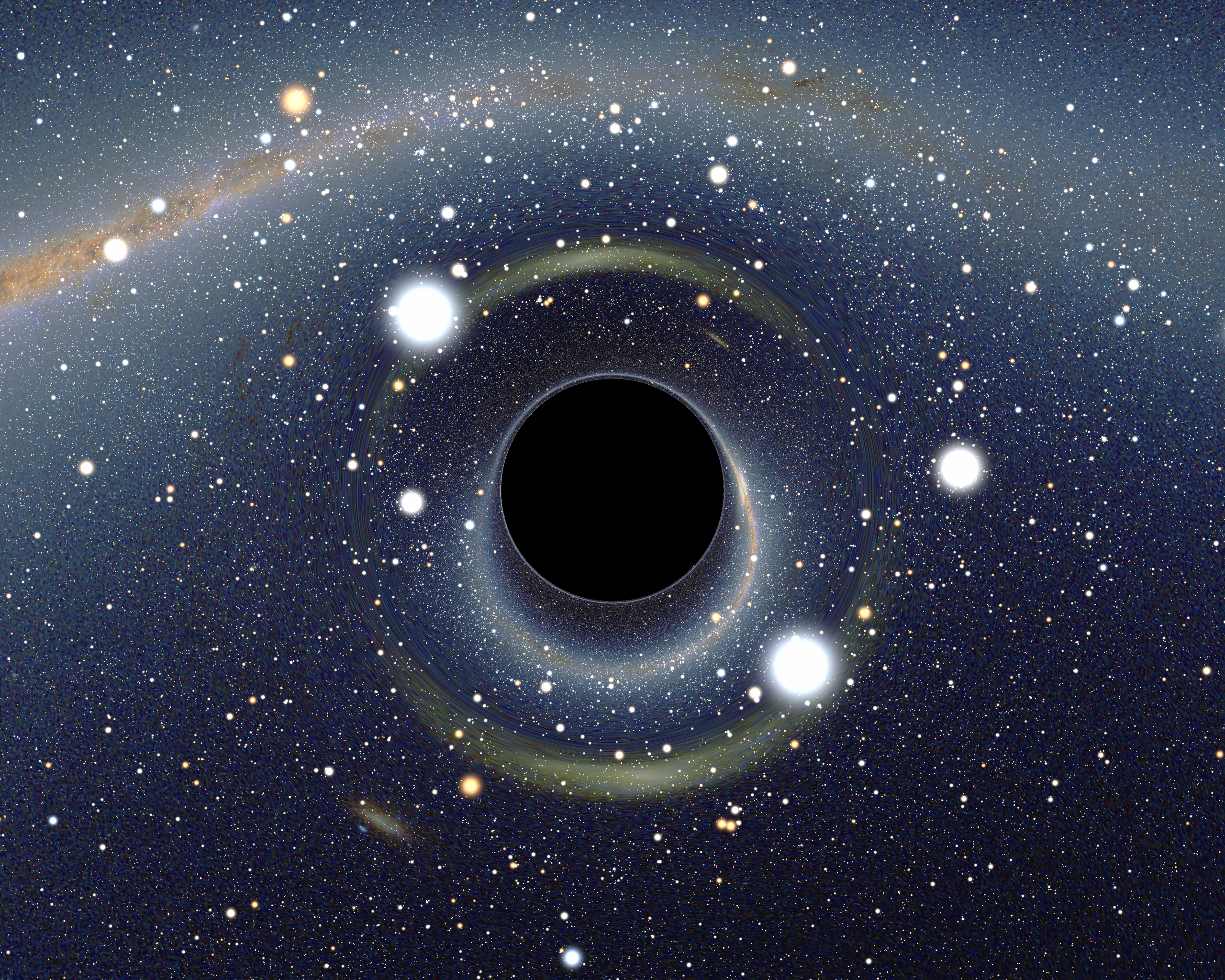
Concepção artística de um buraco negro

Laplace também esteve próximo a propor o conceito de buraco negro. Ele observou que poderia haver estrelas maciças cuja gravidade seria tão grande que nem mesmo a luz escaparia de sua superfície. Laplace também especulou que algumas nebulosas reveladas pelos telescópios poderiam não ser parte da Via Láctea e seriam, na verdade, galáxias em si. Portanto, ele antecipou a principal descoberta de Edwin Hubble cerca de 100 anos antes de acontecer.

## Teoria analítica das probabilidades
Em 1812, Laplace publicou seu Théorie analytique des probabilités. O método de estimar a proporção do número de casos favoráveis, comparado ao número total de casos possíveis, já havia sido indicado por Laplace em um artigo escrito em 1779. Ele consiste em tratar os valores sucessivos de qualquer função como coeficientes na expansão de outra função, com referência a uma variável diferente. A última é, portanto, chamada de função geradora da primeira. Laplace então mostra como, por meios da interpolação, esses coeficientes podem ser determinados a partir da função geradora. Em seguida, ele ataca o problema converso e, a partir dos coeficientes, encontra a função geradora; isso é obtido pela solução de uma equação com diferenças finitas. O método é trabalhoso e leva na maior parte das vezes para uma distribuição normal de probabilidades, a chamada distribuição Laplace-Gauss.

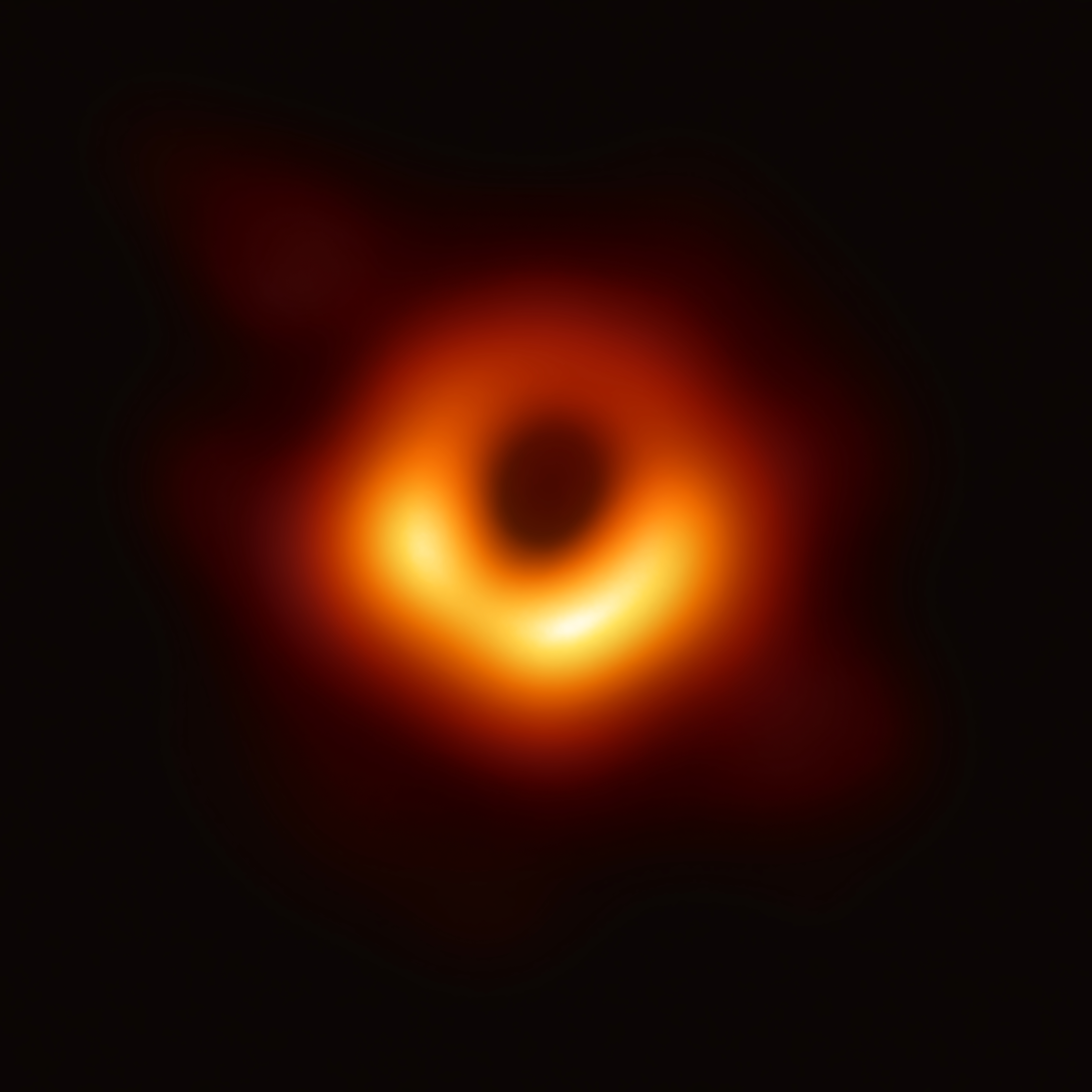
O buraco negro supermassivo no centro da galáxia elíptica supergigante Messier 87, com uma massa de ~ 7 bilhões de vezes a do Sol

Este tratado inclui a exposição do método dos mínimos quadrados, um testemunho notável do domínio de Laplace sobre os processos de análise. O método dos mínimos quadrados para a combinação de numerosas observações já havia sido dado empiricamente por Gauss e Legendre, mas o quarto capítulo desta obra contém uma prova formal dele, sobre a qual toda a teoria dos erros tem sido baseada. Isso foi afetado apenas por uma análise mais intrincada especialmente inventada para este propósito, mas a forma na qual ela é apresentada é tão escassa e insatisfatória que, apesar da acurácia uniforme dos resultados, já foi questionado se Laplace realmente fez todo o complicado trabalho que ele indica tão brevemente e, geralmente, de forma incorreta.
Laplace parece ter visto a análise como meramente um meio de lidar com problemas físicos, embora a habilidade com que ele inventou as análises necessárias é quase fenomenal. Enquanto seus resultados fossem verdadeiros, ele despendia pouco esforço para explicar os passos pelos quais chegou a eles; ele nunca estudou elegância ou simetria em seu processo e era o suficiente para ele se pudesse de alguma maneira resolver a questão em particular que ele estivesse discutindo.
Em 1819 Laplace publicou um relato popular do seu trabalho sobre probabilidades. Este livro tem a mesma relação com o Théorie des probabilités que o Système du monde tem com o Méchanique céleste.

## Descobertas menores e realizações
Entre as descobertas menores de Laplace na matemática pura estão sua discussão (simultaneamente com Vandermonde) sobre a teoria geral dos determinantes em 1772; sua prova de que cada equação de grau par deve ter pelo menos um fator quadrático real; sua redução da solução de equações diferenciais lineares para definir integrais; e sua solução para a equação diferencial parcial linear de segunda ordem. Também foi o primeiro a considerar os difíceis problemas que envolviam equações de diferenças mistas e a provar que a solução para uma equação por diferenças finitas do primeiro grau e da segunda ordem podem sempre ser obtidas na forma de uma fração contínua. Além dessas descobertas originais, ele determinou, em sua teoria das probabilidades, os valores de um número das integrais definidas mais comuns; e, no mesmo livro, deu a prova geral do teorema enunciado por Lagrange para o desenvolvimento de qualquer função implícita em uma série através de coeficientes diferenciais.
Junto com Thomas Young, é atribuída a Laplace a descrição da pressão sobre uma superfície curva, como demonstrado na equação Young-Laplace.
Na física teórica, a teoria da atração capilar é devida a Laplace, que aceitou a ideia proposta por Hauksbee no Philosophical Transactions de 1709 de que o fenômeno devia-se a uma força de atração imperceptível a distâncias razoáveis. A parte que lida com a ação de um sólido sobre um líquido e a ação mútua de dois líquidos não foi elaborada, mas completada, por fim, por Gauss; Carl Neumann, mais tarde, inseriu alguns detalhes. Em 1862 Lord Kelvin (Sir William Thomson) mostrou que se fosse suposta a constituição molecular da matéria, as leis da atração capilar poderiam ser deduzidas pela lei Newtoniana da gravitação.

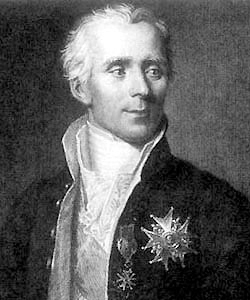
Pierre-Simon, Marquis de Laplace

Laplace, em 1816, foi o primeiro a mostrar explicitamente por que a teoria do movimento vibratório de newton dava um valor incorreto para a velocidade do som. A velocidade real é maior do que aquela calculada por Newton em consequência do calor desenvolvido pela súbita compressão do ar, que aumenta a elasticidade e, portanto, a velocidade do som transmitido. As investigações de Laplace na física prática ficaram confinadas àquelas feitas juntamente a Lavoisier nos anos de 1782 a 1784 sobre o calor específico de vários corpos.
À medida que o poder de Napoleão aumentava, Laplace implorou ao primeiro cônsul que lhe desse o posto de ministro do interior. Napoleão, que desejava o apoio de homens da ciência, concordou com a proposta; porém, a carreira política de Laplace durou pouco menos de seis semanas.
Embora Laplace tenha sido removido do cargo, era desejável manter sua boa vontade. Com um acordo, ele foi elevado ao senado e, no terceiro volume do Mécanique céleste, ele prefixou uma nota dizendo que de todas as verdades ali contidas, a mais preciosa para o autor era a declaração que ele então fez de sua devoção ao pacificador da Europa. Em cópias vendidas após a restauração Bourbon, ela foi retirada. Em 1814 ficou evidente que o império estava caindo; Laplace se apressou a oferecer seus serviços aos Bourbons e, quando a restauração ocorreu, foi recompensado com o título de marquis (marquês).
Laplace morreu em Paris, em 1827. Encontra-se sepultado no Cemitério do Père-Lachaise, Paris na França.

## Lista de obras
- Traité de mécanique céleste (em francês). 1. Paris: Charles Crapelet. 1799
- Traité de mécanique céleste (em francês). 2. Paris: Charles Crapelet. 1799
- Traité de mécanique céleste (em francês). 3. Paris: Charles Crapelet. 1802
- Traité de mécanique céleste (em francês). 4. Paris: Charles Crapelet. 1805
- Traité de mécanique céleste (em francês). 5. Paris: Charles Louis Étienne Bachelier. 1852
- Précis de l'histoire de l'astronomie (em italiano). Milano: Angelo Stanislao Brambilla. 1823
- Exposition du système du monde (em francês). Paris: Charles Louis Étienne Bachelier. 1824

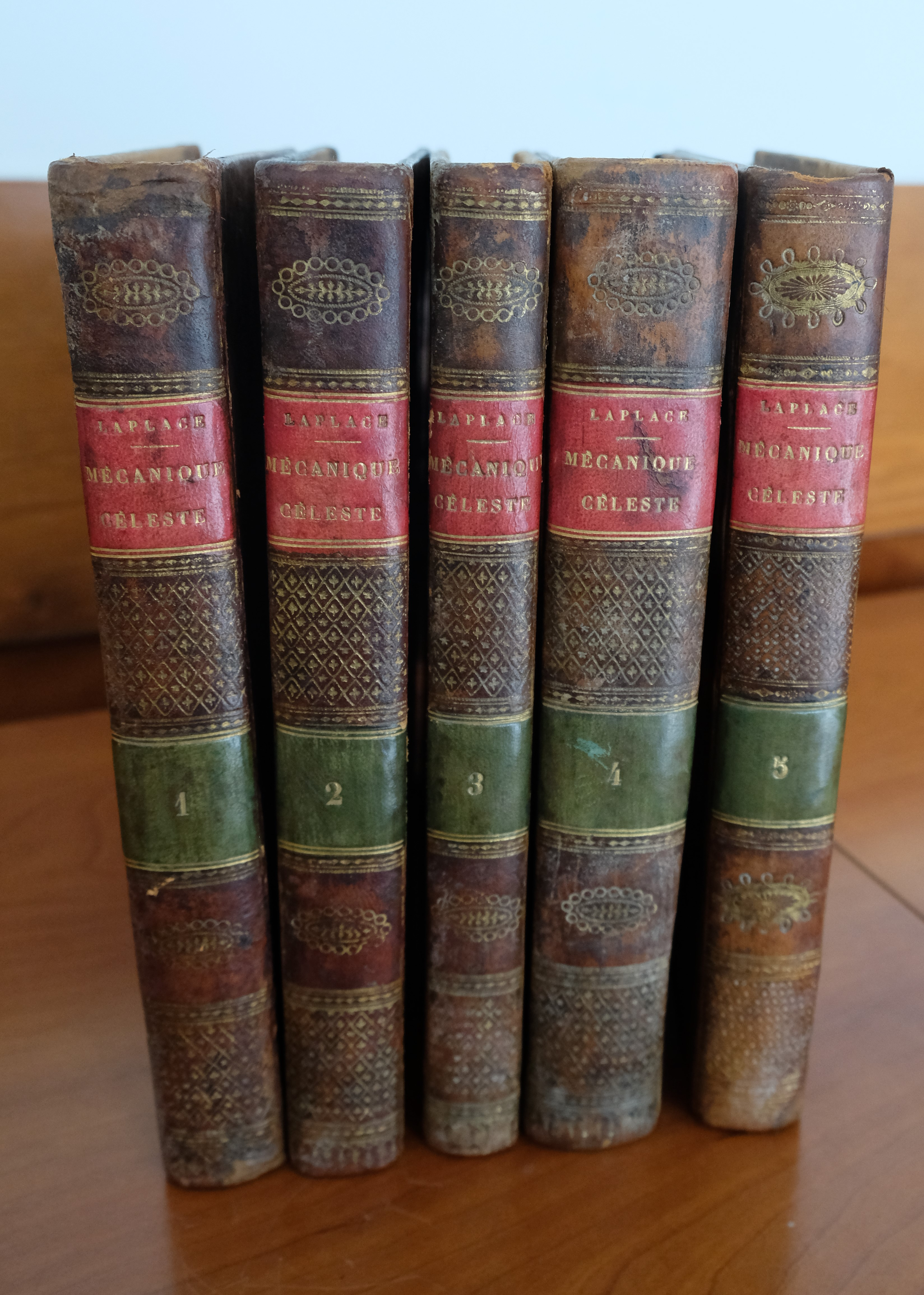
Volumes 1-5 of Pierre-Simon Laplace's "Traité de mécanique céleste" (1799)
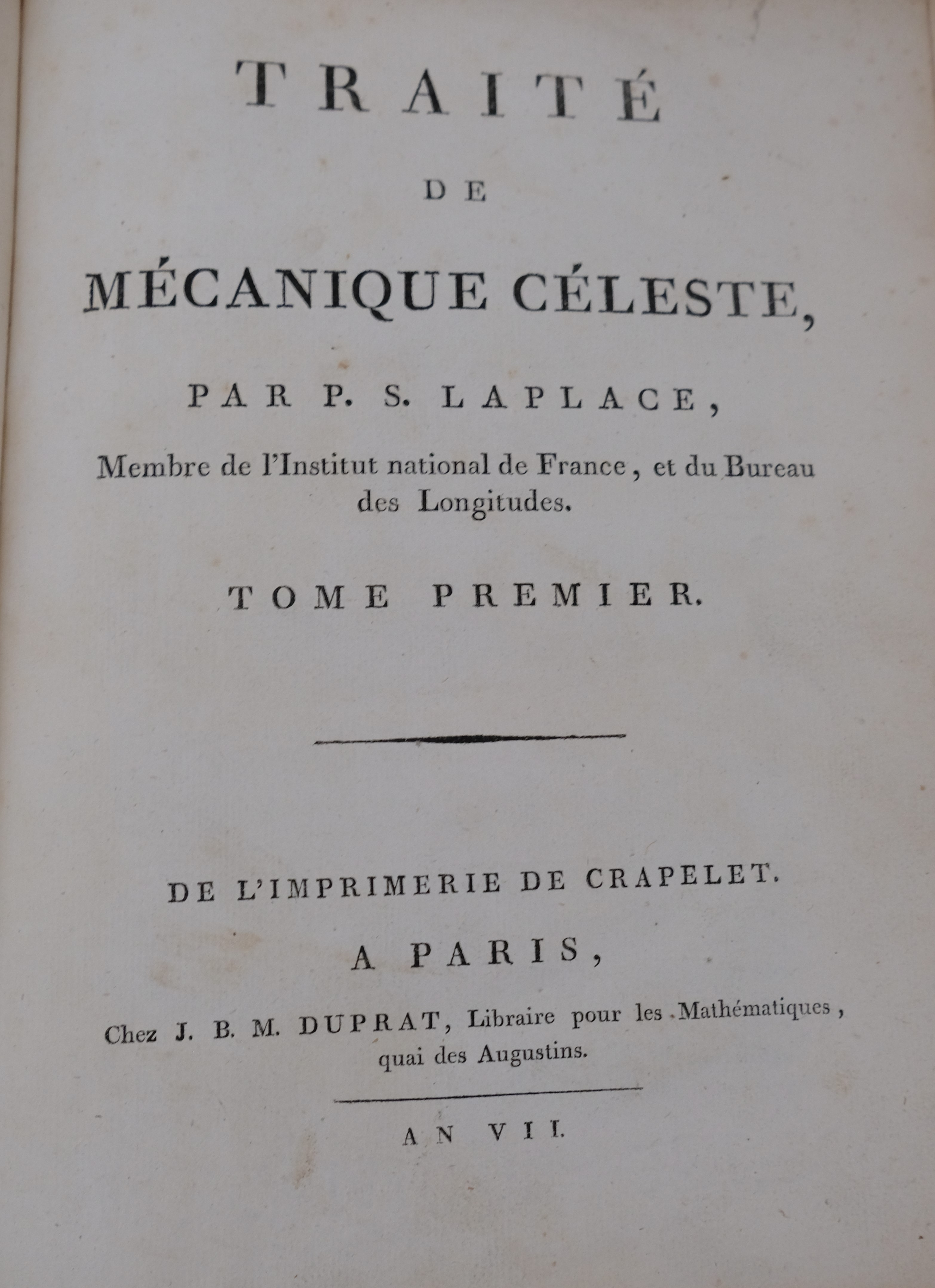
Página de rosto do Volume I do "Traité de mécanique céleste" (1799)
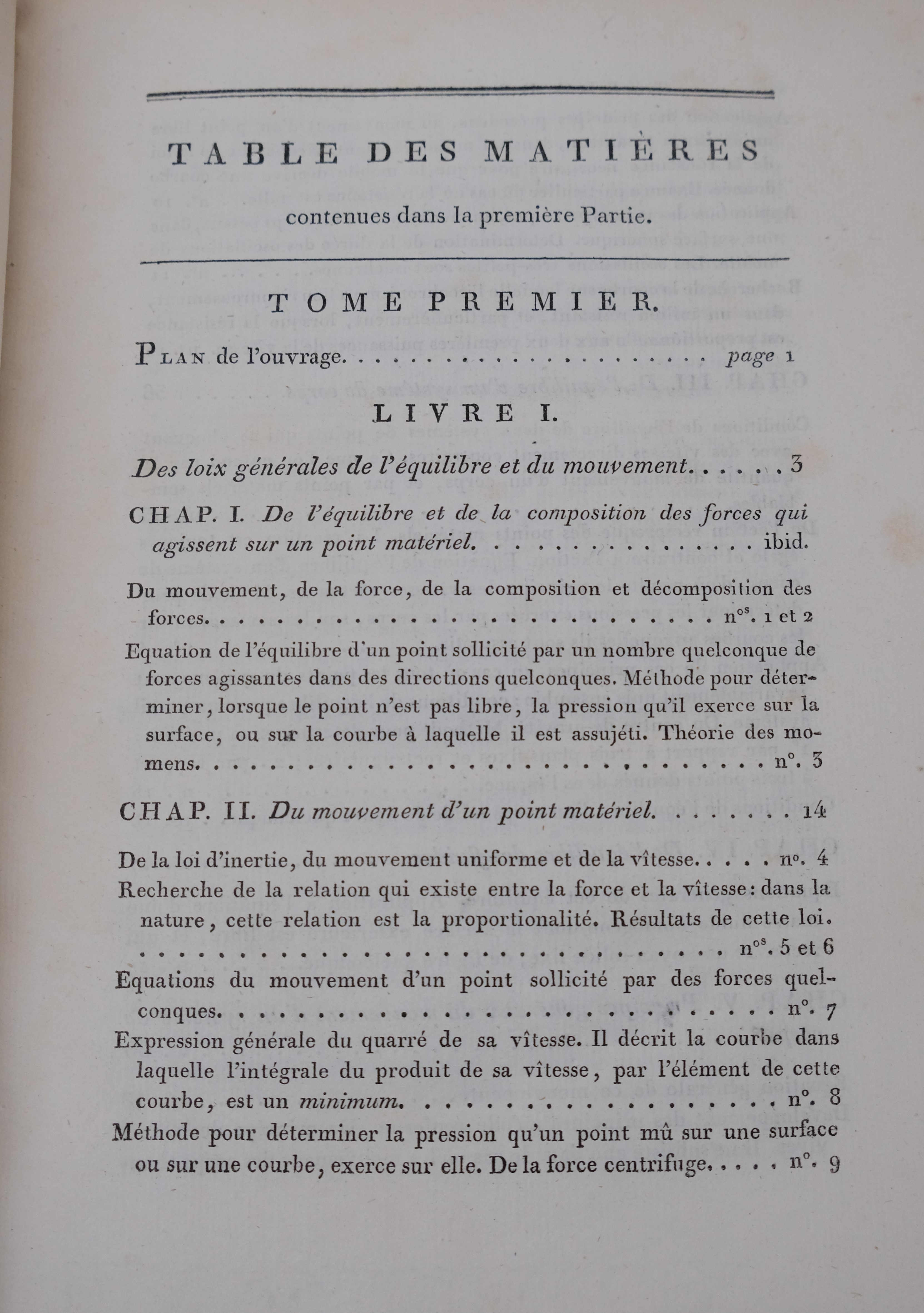
Índice do Volume I do  "Traité de mécanique céleste" (1799)
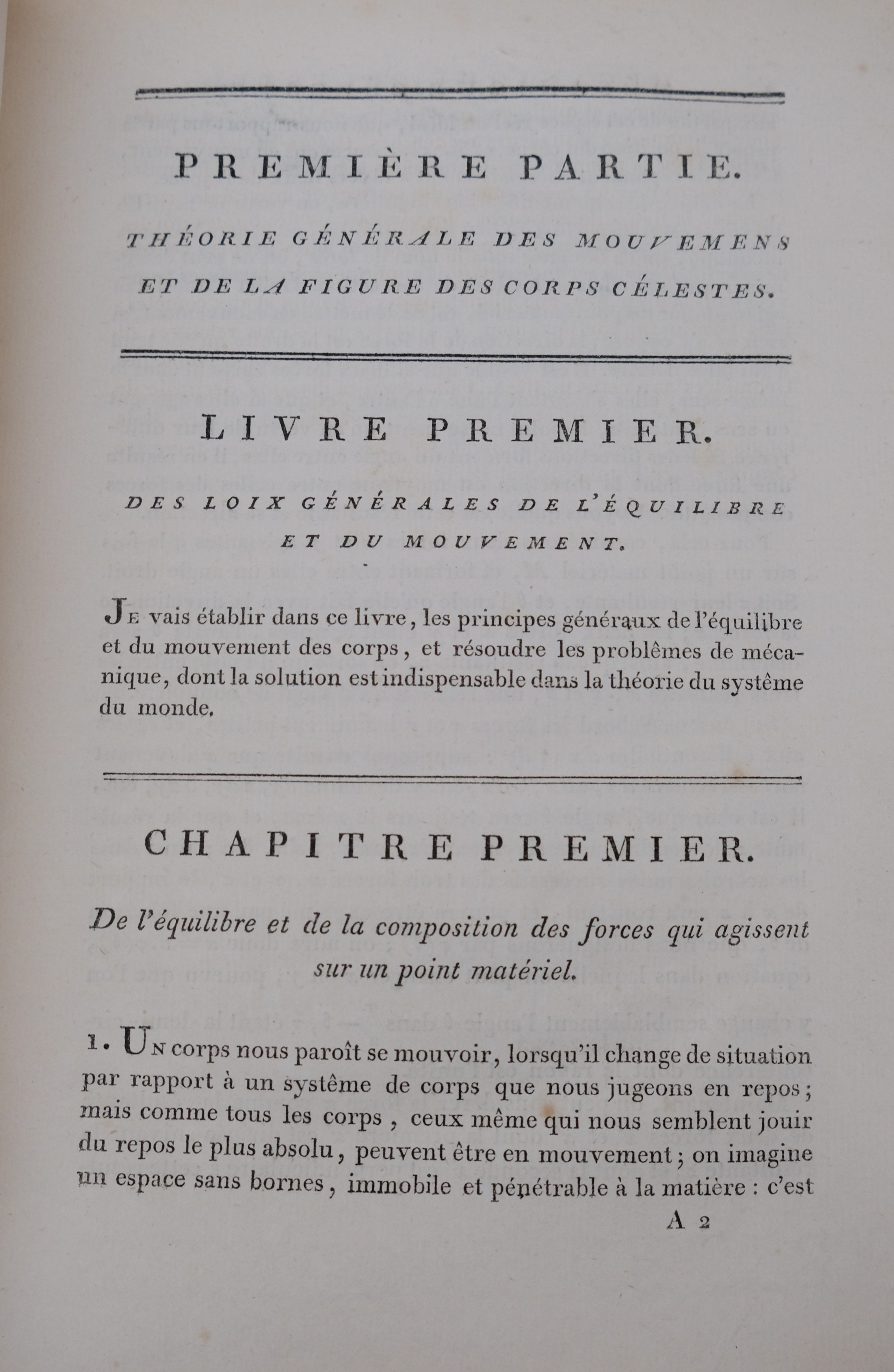
Primeira página do Volume I do "Traité de mécanique céleste" (1799)

## Publicações
- Œuvres complètes de Laplace, 14 vol. (1878–1912), Paris: Gauthier-Villars (copy from Gallica in French)
- Théorie du movement et de la figure elliptique des planètes (1784) Paris (not in Œuvres complètes)
- Précis de l'histoire de l'astronomie
- Alphonse Rebière, Mathématiques et mathématiciens, 3rd edition Paris, Nony & Cie, 1898.

### Traduções em inglês

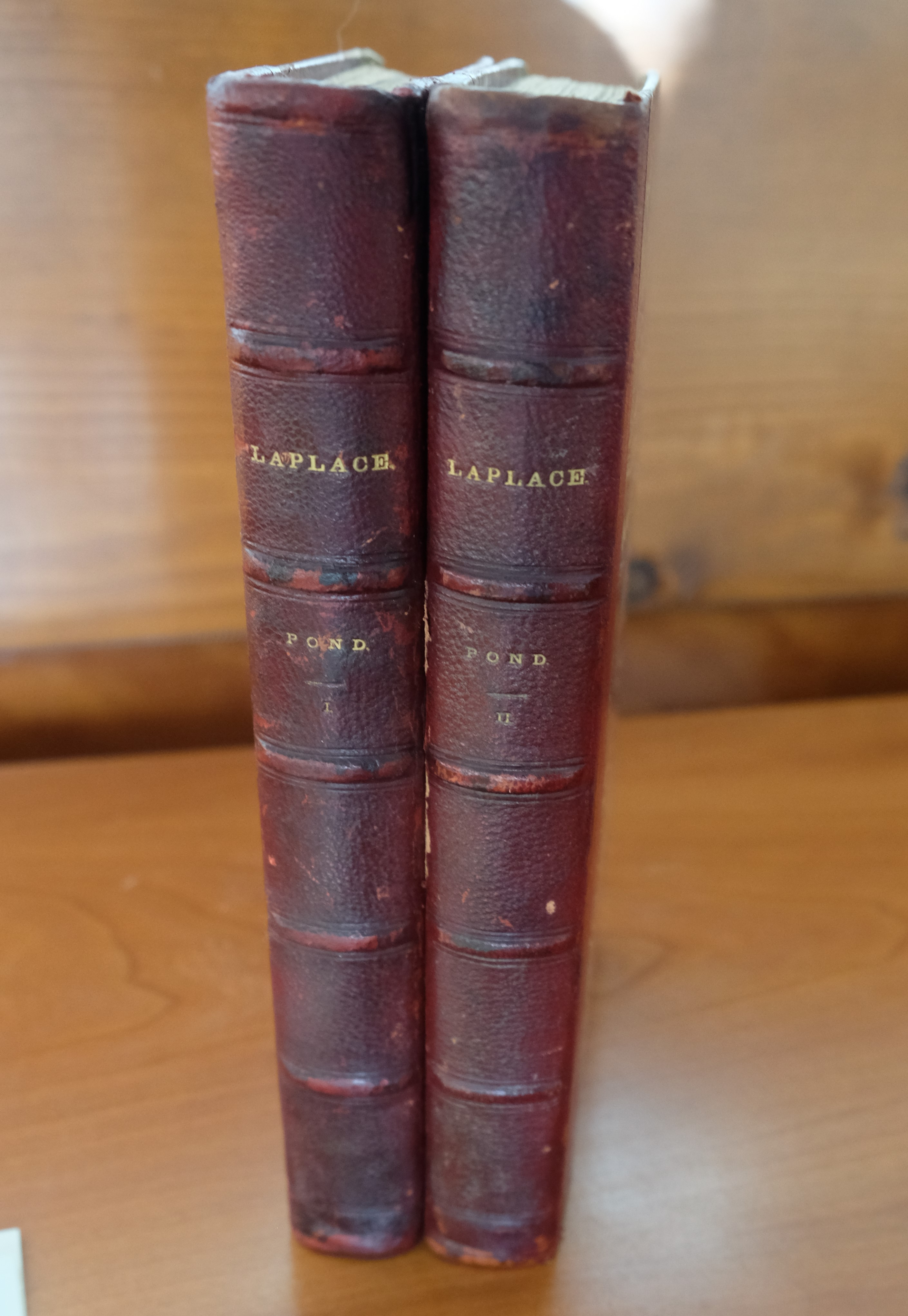
Volumes 1 e 2 de "System of the World" (1809)

- Volumes 1 e 2 de "System of the World" (1809)Bowditch, N. (trad.) (1829–1839) Mécanique céleste, 4 vols, Boston
  - Nova edição por Reprint Services ISBN 0-7812-2022-X
- – [1829–1839] (1966–1969) Celestial Mechanics, 5 vols, incluindo o original francês
- Pound, J. (trad.) (1809) The System of the World, 2 vols, Londres: Richard Phillips
- _ The System of the World (v.1)
- _ The System of the World (v.2)
- – [1809] (2007) The System of the World, vol.1, Kessinger, ISBN 1-4326-5367-9
- Toplis, J. (trad.) (1814) A treatise upon analytical mechanics Nottingham: H. Barnett
- Laplace, Pierre Simon Marquis De (2007) [1902]. A Philosophical Essay on Probabilities. Translated by Truscott, F.W. & Emory, F.L. [S.l.: s.n.] ISBN 978-1-60206-328-0, traduzido do francês 6ª ed. (1840)
  - A Philosophical Essay on Probabilities (1902) (em inglês) no Internet Archive
- Dale, Andrew I.; Laplace, Pierre-Simon (1995). Philosophical Essay on Probabilities. Col: Sources in the History of Mathematics and Physical Sciences. 13. Translated by Andrew I. Dale. [S.l.]: Springer. ISBN 978-1-4612-8689-9. doi:10.1007/978-1-4612-4184-3. hdl:2027/coo1.ark:/13960/t3126f008, traduzido do francês 5ª ed. (1825)

## Leitura complementar
- Gillispie, Charles Coulston (1997) Pierre Simon Laplace 1749-1827: A Life in Exact Science, Princeton: Princeton University Press, ISBN 0-691-01185-0
- Hahn, Roger (2005) Pierre Simon Laplace 1749-1827: A Determined Scientist, Cambridge, MA: Harvard University Press, ISBN 0-674-01892-3
- W. W. Rouse Ball (1908) A Short Account of the History of Mathematics, 4ª edição